# Gia Kantsjeli
Gia Kantsjeli (ook wel Gia Qantsjeli of Giya Kancheli) (Georgisch: გია ყანჩელი) (Tbilisi, 10 augustus 1935 – aldaar, 2 oktober 2019) was een Georgische componist, die rond 2007 in België verbleef. Hij was in 1995 huiscomponist van het Belgische Koninklijk Filharmonisch Orkest van Vlaanderen.

## Levensloop
Al in zijn vroege jeugd was duidelijk dat Kantsjeli aanleg voor muziek had, maar pas in zijn twintiger jaren besloot hij van muziek zijn beroep te maken. Hij studeerde tot 1958 aan de Staatsuniversiteit van Tbilisi, waar hij zijn graad behaalde, en studeerde van 1959 tot 1963 aan het conservatorium van Tbilisi. Hij zou er in 1970 terugkeren als docent. Zijn muziek drong tijdens het communisme maar weinig door tot het Westen. Later ontstond een soort cult om zijn muziek in het Westen te spelen. In zijn vroege composities had de volksmuziek uit Georgië nog een grote invloed en zijn invloeden van Béla Bartók hoorbaar, invloeden die in zijn latere werk afnamen. De spirituele invloed van Georgië op zijn muziek bleef onverminderd van kracht of nam zelfs toe.
Kantsjeli is voorzitter geweest van de Georgische componistenbond en was geëerd kunstenaar van Georgië. Tevens is hij directeur muziek geweest van het Roestavelli-theater in Tbilisi. Hij ontving in 1976 de Staatsprijs van de Sovjet-Unie voor zijn 4e symfonie.
Vanaf 1992 verbleef hij enige tijd in Berlijn. In zijn muziek ging hij regelmatig terug naar zijn oorsprong, zijn muziek werd spiritueler dan daarvoor. Vergelijkingen met Arvo Pärt dringen zich op. Zijn muziek werd beschouwend en sereen (haast filmisch), maar er bleef altijd een dreigende ondertoon in doorklinken. Door collegacomponist Rodion Sjtsjedrin werd hij omschreven als "een temperamentvolle asceet", een bedwongen Vesuvius. Voor Kantsjeli gold ondertussen dat hij zich een vreemde voelde in zowel zijn huidige verblijfplaats, waar hij zich meer Georgisch voelde, als zijn vaderland, waar hij zich erg westers voelde.
Van zijn composities verschenen sinds zijn verblijf in het Westen regelmatig opnamen bij het Duitse label ECM Records. Ter gelegenheid van zijn 75e verjaardag bracht het platenlabel in 2010 Themes from the songbook uit met composities van Kantsjeli. Op 2 oktober 2019 overleed Kantsjeli in Tbilisi op 84-jarige leeftijd, na een ziekbed.

## Oeuvre (gedeeltelijk)

### Orkest
- Concerto voor orkest (1961)
- Symfonie nr. 1 (1967)
- Symfonie nr. 2: Songs (1970)
- Symfonie nr. 3 (1973)
- Symfonie nr. 4: "To the Memory of Michelangelo" (1974)
- Symfonie nr. 5: "To the Memory of My Parents" (1977)
- Symfonie nr. 6 (1978-1980)
- Symfonie nr. 7
- Rokwa (1999)
- Vom winde beweint: voor altviool en orkest" (1990)

### Kamermuziek
- Morning Prayers voor kamerorkest en tape (1990)
- Midday Prayers voor sopraan, klarinet en kamerorkest (1990)
- Evening Prayers voor acht altstemmen en kamerorkest (1991)
- Night Prayers voor strijkkwartet (1992)
- Valse Boston voor piano en strijkers (1996)
- Instead of a Tango voor viool, bandoneón, piano en contrabas (1996)
- In L'Istesso Tempo voor pianokwartet (1997)
- Sio voor strijkers, piano en percussie (1998)
- Ninna Nanna voor fluit en strijkkwartet (2008)
- Chiaroscuro voor viool/alviool en kamerorkest (2011)

### Koor/Opera
- Music for the living, opera in twee acten (1982-1984) voor het Rustavelli Theater;
- Bright Sorrow Requiem (to the 40th Anniversary of the Victory over Fascism) (1984)
- Mourned by the Wind (Vom Winde Beweint), liturgie voor altviool en orkest (1989)
- Psalm 23 voor sopraan en orkest (1993)
- Lament, concert voor viool, sopraan en orkest (1994)
- Caris Mere voor sopraan en altviool (1994)
- Diplipito voor cello, countertenor en kamerorkest (1997)
- And Farewell Goes Out Sighing... voor viool, countertenor en orkest (1999)
- Styx voor altviool, gemengd koor en orkest (1999)
- Little Imber voor zanger, koor en kamerorkest (2003)
- Amao Omi voor gemengd koor en saxofoonkwartet (2005)